# Daniel Heinrich Willy
Daniel Heinrich Willy (* 1. November 1786 in Sarepta im Gouvernement Astrachan; † 12. März 1861 in Achern) war ein deutscher Jurist und Hochschullehrer.

## Leben
Daniel Heinrich Willy stammte aus einer deutschen Familie in Sarepta, einem ab 1765 entstandenen Dorf der Herrnhuter Brüdergemeine im russischen Gouvernement Astrachan. Im Wintersemester 1807/1808 begann er sein Studium der Rechtswissenschaften an der Universität Heidelberg und wurde dort Mitglied des Corps Curonia Heidelberg. In den Jahren 1813 bis 1817 war Willy als juristischer Privatlehrer (Repetitor) und als Collaborator der UB Heidelberg tätig. 1817 wurde er in Heidelberg ohne Dissertation zum Dr. jur. promoviert. 1819 wurde er außerordentlicher und 1821 ordentlicher Professor der Rechte in Heidelberg. Allerdings hatte er in der Fakultät aufgrund der Einflussnahme von Karl Salomo Zachariae weder Sitz noch Stimme, auch keine Prüfungsrechte.  Entsprechend gering war auch seine Besoldung, die es ihm kaum ermöglichte, seine Schulden aus dem Studium abzutragen. Und der exzentrische Jurist Karl Eduard Morstadt, ein entschiedener Gegner des Heidelberger Ordinarius Carl Joseph Anton Mittermaier, verstieg sich in einer frühen Art des Konkurrentenstreits 1834 sogar darauf, die juristische Fakultät in Heidelberg sei nicht ordnungsgemäß mit fünf Ordinarien besetzt, weil u. a. Willy höchstens Titularprofessor sei.  Willy musste 1843 seine Lehrtätigkeit wegen einer Geisteskrankheit aufgeben und verbrachte den Rest seines Lebens in der 1842 neu errichteten Irrenanstalt Illenau in Achern.

## Schriften
- Sammlung von Stellen aus den Quellen des Römischen Rechts, Heidelberg 1834